# Roger Hägglund
Roger "Bullen" Hägglund, född 2 juli 1961, död 6 juni 1992, var en svensk professionell ishockeyspelare, framför allt representerande IF Björklöven.
Han spelade 13 säsonger med IF Björklöven och vann SM med dem 1987.  Han spelade 43 A-landskamper för Sverige och var med i VM i ishockey 1982 och VM 1983.
Han avled efter en trafikolycka 1992. Efter olyckan fick han sin tröja med nummer 23 upphängd i IF Björklövens hemmaarena Umeå Ishall, numera Visionite Arena.

## Meriter
- SM-guld 1987
- SM-silver 1982, SM-silver 1988
- J20 VM-guld 1981
- J20 EM-fyra 1979
- Årets junior 1979
- VM-fyra 1982, 1983

## Klubbar
- Tegs SK
- IF Björklöven 1977-1983
- Västra Frölunda HC, 1983-1984
- Quebec Nordiques, 1984-1985 NHL
- Fredericton Canadiens, 1984-1985 AHL
- IF Björklöven 1985-1992